# Незаймановское сельское поселение
Незайма́новское сельское поселение — муниципальное образование в Тимашёвском районе Краснодарского края России.
В рамках административно-территориального устройства Краснодарского края ему соответствует Незаймановский сельский округ.
Административный центр — хутор Незаймановский.

## Население
| 2010  | 2012  | 2013  | 2014  | 2015  | 2016  | 2017  |
| ----- | ----- | ----- | ----- | ----- | ----- | ----- |
| 2441  | ↗2473 | ↗2521 | ↗2556 | ↗2626 | ↗2647 | ↗2664 |
| 2018  | 2019  | 2020  | 2021  | 2023  |       |       |
| ↘2650 | ↘2597 | ↘2568 | ↘2475 | ↘2450 |       |       |

## Населённые пункты
В состав сельского поселения (сельского округа) входят 3 населённых пункта:
| № | Населённый пункт | Тип населённого пункта | Население (чел.) |
| - | ---------------- | ---------------------- | ---------------- |
| 1 | Незаймановский   | хутор                  | ↘1809            |
| 2 | Можарийский      | хутор                  | ↘34              |
| 3 | Стринский        | хутор                  | ↘598             |